# Myrceugenia euosma
Myrceugenia euosma är en myrtenväxtart som först beskrevs av Otto Karl Berg, och fick sitt nu gällande namn av Carlos Maria Diego Enrique Legrand. Myrceugenia euosma ingår i släktet Myrceugenia och familjen myrtenväxter. Inga underarter finns listade i Catalogue of Life.